# Drusilla borneoclara
Drusilla borneoclara (лат.) — вид жуков-стафилинид рода Drusilla из подсемейства Aleocharinae.

## Распространение
Юго-Восточная Азия: Сабах (остров Калимантан, Малайзия).

## Описание
Мелкие коротконадкрылые жуки, длина около 6 мм. Тело блестящее, желтовато-красное, бока и задний край надкрылий коричневые, усики коричневые с тремя базальными члениками желтовато-красными, ноги желтовато-красные. Второй членик усика короче первого, третий длиннее второго, четвертый такой же длины, как и его ширина, пятый—десятый поперечные. Глаза длиннее заглазничной области, если смотреть сверху. Пунктировка головы отчетливая и не очень густая, отсутствует на узкой продольной срединной полосе. Антенны относительно длинные. Переднеспинка длиннее ширины, с широкой центральной бороздкой. Голова относительно небольшая и округлая, с чётко выраженной шеей и с очень коротким затылочным швом, оканчивающимся проксимальнее щеки.

## Систематика
Вид был впервые описан в 2014 году итальянским энтомологом Роберто Пачэ (1935—2017). Новый вид также похож на Drusilla aerea с Борнео, но отличается строением гениталий. Вид и род относят к подтрибе Myrmedoniina в составе трибы Lomechusini.